# Jurenák Eduárd
Jurenák Eduárd (Szentes, 1813. november 4. – Szentes, 1884. augusztus 3.) a francia eredetű Jurenák de Sultz nemesi család sarja, aki szentesi földbirtokos, rövid ideig városi tanácsnok, majd polgármester, községi választmányi tag, megyei és városi képviselő, Szentes legvagyonosabb és legtekintélyesebb polgára.

## Élete
Jurenák Eduárd a város legmódosabb családjában született, apja a pozsonyi születésű francia nemes sultzi Jurenák József (1773-1854), anyja soóvári Soós Magdolna (1785-1847). Nagybátyja Jurenák Ádám, pozsonyi nagykereskedő és Jurenák János modori polgármester.
Gyerekkorát Vásárhelyen költötte és itt vált: "Híres, sőt hírhedt alakká és a grófok hű emberévé" - Herczeg Mihály szerint[1]. Ezt követően, az 1840-es évek elején, neve a szentetornyai határban tűnik fel, mint haszonbérlő, majd birtokos és a Zöldkoszorú nagyvendéglő tulajdonosa. Eduárd tíz év alatt Szentes legnagyobb földbirtokosává vált, malmokat, mészárszéket és házakat is birtokolt.
Az 1848-as forradalmat követően a kerületi főispán, báró Augusz Antal újra Habsburg-párti város vezetést akart látni a város élén, így 1851. november 4-én polgármesterré nevezte ki sultzi Jurenák Edét. Egy hónappal később Jurenák lemondott tisztségéről egészségügyi okokra hivatkozva, de lemondását a császári hatóságok nem fogadták el. A terhes hivataltól 1852 februárjában sikerült megszabadulnia. 
1867-ben, a Kiegyezést követően a város lakosai ismét polgármesterré választották, de ezt követően az Oroszi Miklóst támogatók egy csoportja rendbontásban kezdett a városban. A nyugalom megőrzésének a kedvéért Jurenák bejelentette, hogy nem fogadja el a megbízást. Többi tisztségét megtartotta, így maradt választmányi és közgyűlési tag. Birtokai ekkor már Alföld szerte ismertek voltak és vagyona is gyorsan gyarapodott, az adakozó szellem mint családja többi tagjában benne is megtalálható. A 19. század második felében megkezdődött a szentesi evangélikus templom építéséhez, 800 Forinttal járult hozzá.

## Magánélete
Első házasságát 1838-ban kötötte kamochai Kamocsay Máriával, aki 5 gyermekének adott életet: Paula, Sándor, Mária, Imre és Kálmán. Második felesége, Werner Antónia, további 8 gyermekének édesanyja: László, Ilona, Béla, Mária, Berta, Vilma, Erzsébet és Matild.
Jurenák Eduárd gazdasága fiára, Sándorra szállt, akinek veje lett Spilka Imre Csanád vármegyei főispán. Ugyancsak a Jurenák birtokból szakadt ki a Werner gazdaság, lévén Werner Gyula Jurenák vő.
Az Alföldön több Juránák-Werner kúria is található,

### Halála
Jurenák Eduárd 71 évesen hunyt el, hosszan tartó betegség után. Haláláról több lap és újság is megemlékezett. Végső útjára több mint 1000 ember kísérte.

„Özv. Jurenák Edéné szül. Verner Antónia, Jurenák Sándor
és neje Polgár Emma gyermekeikkel, Jurenák Imre és neje Dáni
 Ilona, Julenák Ilka és férje Windisch János gyermekeikkel,
 Jurenák Bála, - Jurenák Mária és férje Fekete Márton
gyermekeikkel, Jurenák Berta és férje ifj. Dáni József gyermekével,
Jurenák Erzsébet és Jurenák Vilma szomorodott szívvel jelentik
felejthetetlen férje, édes apjuk, illetőleg nagyapjuknak
 Jurenák Edének 
 folyó évi augusztus hó 3-ik napján, reggeli 1/2 4 órakor, hosszas szenvedés után, életének 71, 
házasságának 34-ik évében történt elhunytát. (...)”

A Szentesi Lap a következőt írja róla(részlet) :
"Városunk legvagyonosabb s legtekintélyesebb polgárát kísértük f. hó 4-én örök nyugalma helyére. Jurenák Edét nemcsak városunk minden rendű és rangú népe ismerte, tisztelte és becsülte, mint kitűnő polgárt és nagy gazdát; de mint valóban kitűnő mezőgazdának, nemcsak az egész alföldön, hanem mondhatni országszerte ismeretes volt a neve. — S azt a részvétet, melyet nálunk halála okozott, az egész alföld visszhangoztatja; mert benne valóban az alföldi földbirtokos közép osztály egyik legtekintélyesebb embere dőlt ki. ..."